# Постійне представництво
Постійне представництво — в міжнародному праві орган (місія) представницького характеру, який засновує держава при одній або кількох міжурядових міжнародних організаціях, членом яких вона є. Таке представництво у міжнародній організації має право користуватися прапором та емблемою своєї країни. Правовий статус, характер і обсяг привілеїв та імунітетів постійного представництва та його співробітників регламентують міжнародні угоди, а також законодавство країни перебування.
Постійне представництво — в українському законодавстві, постійне місце діяльності, через яке повністю або частково проводиться господарська діяльність нерезидента в Україні, зокрема: місце управління; філія; офіс; фабрика; майстерня; установка або споруда для розвідки природних ресурсів; шахта, нафтова/газова свердловина, кар'єр чи будь-яке інше місце видобутку природних ресурсів; склад або приміщення, що використовується для доставки товарів.
Представництво може бути визнане постійним, зокрема якщо його діяльність має господарський характер, аналогічна діяльності нерезидента й фактично здійснюється не для нерезидента, а для третіх осіб. Але не можна визнати представництво постійним, якщо діяльність представництва не можна ототожнювати з діяльністю материнської компанії.